# Моравский, Стефан
Стефан Моравский (пол. Stefan Morawski, 20 октября 1921 — 2 декабря 2004) — польский философ и эстетик и культуролог-марксист, доктор наук, почётный председатель Международного общества эстетиков.

## Биография
Ученик Владислава Татаркевича. Основатель и главный редактор (1960—1964) ежегодника «Estetyka», ставшего позднее «Studia Estetyczne». Профессор Варшавского университета, откуда, вслед за мартовскими событиями 1968 года в Польше, был уволен. Преподавал за рубежом, а по возвращении на родину в 1971 году, сотрудничал в Институте искусств Академии наук Польши. В конце 1980-х восстановлен в Варшавском университете.

## Книги
- Lee Baxandall and Stefan Morawski. Marx and Engels on Literature and Art. St. Louis: Telos Press, 1973
- Inquiries into the fundamentals of aesthetics. MIT Press, 1974
- The troubles with postmodernism. Routledge, 1996